# Sólo de día
Sólo de día es un CD y DVD de la banda uruguaya No Te Va Gustar. Es una edición especial de su primer disco (Sólo de noche) tras cumplirse los primeros 10 años desde su grabación en 1999. Además de la versión original, contiene un segundo disco con rarezas y versiones en vivo registradas durante distintas épocas. Lo que distingue este trabajo es la mezcla que quisieron lograr entre el pasado y el presente del grupo, utilizando las pistas originales y grabando cosas nuevas, mezclando la formación inicial de la banda con la actual. Por último, el DVD utiliza el mismo concepto; contiene un documental que une pasado y presente reviviendo la gestación, grabación y presentación del disco con imágenes actuales y del archivo del grupo.
CD: fue producido por Mateo Moreno. Grabado, mezclado y masterizado en Elefante Blanco (Montevideo) entre julio y agosto de 2009 por Diego Verdier. Tomas adicionales grabadas por Mateo Moreno. Asistentes Santiago Bardier, Adrián Salerno, Diego Cabano y Joaquín Canzani. Todas las canciones compuestas por Emiliano Brancciari, excepto 4 (Brancciari y Moreno) con letra adicional escrita e interpretada por Martín Gil, 7 (Brancciari, Moreno y Castex) y 11 (Brancciari, Moreno, Abdala y Castex). 99+09: Emiliano Brancciari (guitarra, voz y teclados), Gonzalo Castex (percusión), Martín Gil (trompeta y fluegelhorn y voz), Denis Ramos (trombón y trombón bajo y a pistón), Mauricio Ortiz (saxo tenor y barítono), Marcel Curuchet (teclados), Diego Bartaburu (batería), Guzmán Silveira (bajo y tres cubano), Pablo Coniberti (guitarra), Mateo Moreno (bajo, voz, programaciones y teclados), Enrique Anselmi (baby bass) y Pablo Soma (flauta traversa).
DVD: "Unos días después" y "Extras" Dirigido y editado por Pablo Abdala.

## Lista de canciones de "Sólo de Día"
| Número de pista | Título                   |
| --------------- | ------------------------ |
| 01              | Déjame bailar (99+09)    |
| 02              | Cosa linda (99+09)       |
| 03              | Nada para ver (en vivo)  |
| 04              | Sólo de día (99+09)      |
| 05              | Nadie duerme (99+09)     |
| 06              | Yrigoyen (en vivo)       |
| 07              | Llévame contigo (99+09)  |
| 08              | No se les da (99+09)     |
| 09              | No era cierto (en vivo)  |
| 10              | Quémala (99+09)          |
| 11              | Yalala la la m m (99+09) |
| 12              | Nada para ver (99+09)    |
| 14              | Nadie duerme (en vivo)   |

## Unos días después
| Número de pista | Título     |
| --------------- | ---------- |
| 01              | Documental |

## Extras
| Número de pista | Título                      |
| --------------- | --------------------------- |
| 01              | Sólo de noche               |
| 02              | Déjame bailar               |
| 03              | No era cierto               |
| 04              | Llévame contigo             |
| 05              | Buena noche, muchas gracias |
| 06              | Llévame (el regreso)        |

- Datos: Q16637307